# Lappula aktaviensis
Lappula aktaviensis är en strävbladig växtart som beskrevs av Mikhail Grigoríevič Popov och Zakirov. Lappula aktaviensis ingår i släktet piggfrön, och familjen strävbladiga växter. Inga underarter finns listade i Catalogue of Life.